# Melanthera latifolia
Melanthera latifolia là một loài thực vật có hoa trong họ Cúc. Loài này được (Gardner) Cabrera mô tả khoa học đầu tiên năm 1970.